# Kanton Saint-Genest-Malifaux
Kanton Saint-Genest-Malifaux (francouzsky Canton de Saint-Genest-Malifaux) je francouzský kanton v departementu Loire v regionu Rhône-Alpes. Tvoří ho 8 obcí.

## Obce kantonu
- Le Bessat
- Jonzieux
- Marlhes
- Planfoy
- Saint-Genest-Malifaux
- Saint-Régis-du-Coin
- Saint-Romain-les-Atheux
- Tarentaise